# Evy
Pour les articles homonymes, voir Evy (homonymie).
 (septembre 2017).
Si vous disposez d'ouvrages ou d'articles de référence ou si vous connaissez des sites web de qualité traitant du thème abordé ici, merci de compléter l'article en donnant les références utiles à sa vérifiabilité et en les liant à la section « Notes et références ».
Evy puis Evelyn Lenton, de son vrai nom Evelyne Verrecchia, née le 16 décembre 1945 à Angers, est une chanteuse française.

## Biographie
En 1963, sous le pseudo d'« Evy », elle enregistre chez Barclay ses premiers disques : les EP Pourquoi choisir ?, Chaque, chaque fois et le SP 1+1=1. La chanteuse poursuit en 1964 avec les EP Viens, viens, viens, Quel genre de fille ?, Quel merveilleux souvenir, Johnny, et classe plusieurs titres au hit-parade de Salut les Copains.
En 1965, Evy s'installe à Rome avec sa famille et entame une carrière en Italie chez RCA avec la sortie des SP Giochi proibiti (1965), L'abito non fa il beatnik (1966) et Domani il mondo sara nelle nostre mani (1967).
En 1966 elle fait la première partie des Kinks et des Rolling Stones à l'Olympia, accompagnée par les Piteus de Serge Koolenn et Richard Dewitte, futur membres du groupe Il était une fois.
Elle part vivre plusieurs années à Londres en 1969 avec son compagnon et enregistre deux disques en anglais.
En 1976, Evy, au sein du groupe Belle Époque, enchaîne les succès avec, entre autres, la version disco de Black is Black (1976) et Miss Broadway (1977) no 1 au Royaume-Uni et no 15 aux États-Unis.
Elle reprend dès 1982 sa carrière solo sous le nom d'« Evelyne Lenton » et enregistre deux nouveaux disques.
En 1992 sortie d'un nouvel album sous le nom de Belle Époque. À compter de cet album le groupe se compose d'Evelyne, son frère Albert, et leurs musiciens.
En 2006, à l'occasion du 30e anniversaire de la musique disco, Evelyne et Belle Époque enregistrent un nouvel album avec des remixes et des chansons inédites.

## Discographie

### Sous le nom d'Evy en France
- 1963 : La rentrée (Evy - Léo Missir) / Pourquoi choisir ? (Evy - Jacques Gallicier) / Maman retire tous les tapis (Evy - Léo Missir) / Le temps a passé (Evy - Jacques Gallicier), Orchestres : Michel Colombier et Jean Bouchety, 45 tours / 17 cm / EP / France / 707 / Barclay (701 M)
- 1963 : Chaque, chaque fois (One Way Ticket) (R. Varney - Hank Hunter - Jack Keller - Evy) / J'ose te l'écrire (I Want To Do It) (Bob Feldman - Jerry Goldstein - Richard Gottehrer - Evy) / Je t'en prie dis le moi (Ask Me) (Brenda Bruno - Tony Bruno - Evy) / Sue (Sue's Gotta Be Mine) (Del Shannon - Evy), Orchestre : Frank Forester, 45 tours / 17 cm / EP / 707 / Barclay (E 4502)
- 1963 : J’ose te l’écrire / 1+1=1, 45 tours / 17 cm / SP / France / 707 / Barclay (BLY S 452)
- 1964 : Viens, viens, viens (Yakety Sax) (Boots Randolph - James Rich - Evy) / Cette amitié (Norman Whitfield - William Stevenson - Evy) / La peur (Little Diane) (Dion DiMucci - Susan Butterfield - Evy) - Fou d'amour (Crazy Love) (Paul Anka - Evy), Orchestre : Frank Forester, 45 tours / 17 cm / EP / 707 / Barclay (700.006 M)
- 1964 : Quel genre de fille ? (What Kind Of A Girl ?) (Joy Byers - Evy) / Si un jour (André Popp / Evy) / Huit heures de sommeil (Guy Magenta - Robert Gall) / Essuie tes larmes (Today's Teardrops) (Aaron Schroeder - Gene Pitney - Ralph Bernet), Orchestre : Jean Claudric, 45 tours / 17 cm / EP / France / Barclay (70 676)
- 1965 : Quel merveilleux souvenir, Johnny (Ain’t That Loving You Baby ?) (Evy - Clyde Otis - Ivory Joe Hunter) / C’était mon frère (She Was My Baby) (Evy - Joy Byers) / Jeux interdits (Evy - Narciso Yepes) / Une question qui se pose (Questions I Can’t Answer) (Evy - Vic Blunt - Paula de Pores - Orena D. Fulmer - Ruth Stratchborneo), Orchestre : Ivan Jullien, 45 tours / 17 cm / EP/ France / Riviera (231067)

### Sous le nom d'Evy en Italie
- 1965 : Ma Che Magnifico Ricordo (Quel merveilleux souvenir, Johnny) (Clyde Otis - Ivory Joe Hunter - Vito Pallavicini) / Giochi Proibiti (Jeux interdits) (Narciso Yepes - Vito Pallavicini), Orchestre : Ivan Jullien, 45 tours / 17 cm / SP/ Italie / Riviera (RIV 503)
- 1966 : L'Abito Non Fa Il Beatnik (Keep On Running) (Evy - Jackie Edwards - Maurizio Vandelli) / Good Golly Miss Molly (Robert Blackwell), Orchestre : Ruggero Cini, 45 tours / 17 cm / SP/ Italie / RCA Victor (45N 1497)
- 1967 : Domani Il Mondo Sarà Nelle Nostre Mani (Evy) / Io Non So Quello Che Ho (Evy), avec le groupe Complesso I Titans, 45 tours / 17 cm / SP/ Italie / RCA Victor (45N 1516)
- 1973 : Long, Long Time (Evy) / You And Me (Evy - Barry Dean), 45 tours / 17 cm / SP/ Italie / Pathé (3C006 17912)

### Sous le nom de Lucille en Italie
- 1974 : Get Back On Your Feet (Albert Weyman - Lucille Lenton) / You Can Carry That Blues (Lucille Lenton), 45 tours / 17 cm / SP/ Italie / EMI (3C006-17980)

### Sous le nom de Evelyne Lenton avecBelle Époque
- 1976 : Black Is Black/Miss Broadway : Disco Sound (Albert Weyman) / Black Is Black (Michelle Grainger - Steve Waday - Tony Hayes) / Why Don't You Lay Down ? (Albert Weyman) / Black Is Black (Reprise) (Michelle Grainger - Steve Waday - Tony Hayes) / Miss Broadway (Albert Weyman - Evelyne Lenton) / Me And You (Evelyne Lenton) / Losing You (Evelyne Lenton - Robert Conrado), Orchestre : Albert Weyman, 33 tours / 30 cm / LP/ Italie / EMI (3C 064-18225) / Réédition 2014 : 1 titre bonus : Black Is Black (Version single) (Michelle Grainger - Steve Waday - Tony Hayes), CDr / Italie / Italy & C (201401-1)
- 1977 : Bamalama : Bamalama (Albert Weyman - Evelyne Lenton) / Taste Of Destruction (Albert Weyman) / Bamalama (Reprise) (Albert Weyman - Evelyne Lenton) / Good Molly Miss Dolly (Little Richard Penniman) / Lucille (Albert Collins - Little Richard Penniman) / Whola Lotta Shakin' Goin' On (Dave Williams - Sunny David) / Jenny Jenny Jenny (Little Richard Penniman) / Bamalama (Albert Weyman - Evelyne Lenton) / Summertime Blues (live) (Eddie Cochran - Jerry Capeheart) / Let Men Be (live) (Albert Weyman - Evelyne Lenton) / Drink Me (live) (Albert Weyman - Evelyne Lenton) / Memphis Tennessee (live) (Chuck Berry) / Mister-Do-Right (Albert Weyman - Evelyne Lenton - Robert Conrado) / Drink Me (Albert Weyman - Evelyne Lenton) / Sorry (Albert Weyman - Evelyne Lenton) / Let Men Be (Albert Weyman - Evelyne Lenton), Orchestre : Albert Weyman, 33 tours / 30 cm / LP/ Italie / EMI (3C 064-18299) / Réédition 2014 : 1 titre bonus : Bamalama (Remix) (Albert Weyman - Evelyne Lenton), CDr / Italie / Italy & C (201402-1)
- 1979 : Now : Jump Down (Albert Weyman - Evelyne Lenton) / Gimmie Time (Albert Weyman - Evelyne Lenton - Robert Conrado) / Lose My Man (Albert Weyman - Evelyne Lenton) / Now (Albert Weyman - Evelyne Lenton) / My Life	(Albert Weyman - Evelyne Lenton - Robert Conrado) / Loving You (Albert Weyman - Evelyne Lenton - Robert Conrado) / Stranger Once Again (Albert Weyman - Evelyne Lenton) / Com'on Tonight (Albert Weyman - Evelyne Lenton), Orchestre : Albert Weyman, 33 tours / 30 cm / LP/ France / Disques Ibach (60535) / Réédition 2014 : 3 titres bonus avec Kathleen del Casino : La France C'est L'Amour (Albert Weyman - Evelyne Lenton) / Island of Emotion (Albert Weyman - Evelyne Lenton) / Miss You (Albert Weyman - Kathleen del Casino - Roberto Conrado), CD / Italie / D.V. More Record (CD DV 7022)

### Sous le nom de Evelyne Lenton en solo
- 1982 : Operator : I Was Fine (Albert Weyman - Evelyne Lenton) / Don't You Go (Albert Weyman - Evelyne Lenton - Robert Corrado) / Operator (Albert Weyman - Evelyne Lenton) / You Will (Albert Weyman - Evelyne Lenton) / Sailing Away (Albert Weyman - Evelyne Lenton) / My Pain Is Over (Albert Weyman - Evelyne Lenton - Robert Corrado) / Bugging Me (Albert Weyman - Evelyne Lenton) / Football And Rock 'N' Roll (Albert Weyman - Evelyne Lenton - Robert Corrado), Orchestre : Albert Weyman, 33 tours / 30 cm / LP / Italie / Lupus (LULP 14911)
- 1982 : Dans Mon Délire : Tu M'Fais De La Peine / Voiles Au Vent / Dans Mon Délire / Y'En A Marre / Blocage Drap / Football And Rock 'N' Roll / J'Tombe En Panne / L'Envie, Orchestre : Albert Weyman, 33 tours / 30 cm / LP / France / RCA (PL 37678) (Version française du précédent)

### Sous le nom de Belle Époque/Evelyne Lenton
- 1992 : Sunshine Ecstasy : Sunshine Ecstasy/ Wish I Were In America / Black Is Black / Rain / Oh Baby / Lonely World /	Why ? / Save Me / Money Time / I Wanna Heah, CD / France / WEA

### Sous le nom de Evelyne Lenton
- 2000 : Viva la Vida / Que Dolor (en espagnol), CD SP / France / WEA
- 2001 : On Line With You (techno), Maxi SP / France / WEA

### Sous le nom de Evy/Belle Époque
- 2007 : Rocking On ! : I Was Fine / Rain / Lose My Man / Dont You Go / Why ? / Bugging Me / Pain / Gimme Time / On My Mind, CD album / France / WEA

### Evy auteur de chansons
- 1964 : Chouchou : Ma Moto (G. Stratton - A. Wilson - Evy), 45 tours / 17 cm / EP / France /  Disc'Az (AZ 950)
- 1965 : Les Sounders avec Pat Winther : L’argent de poche (Summertime Blues) (Eddie Cochran - Jerry Capehart - Evy) / Douce petite fille (Burgess - Coolidge - Evy) / Au long de ma vie (Undying Love) (Eddie Cochran - Jerry Capehart - Evy) / Je suis un nerveux (Nervous Breakdown) (Roccuzzo - Evy), 45 tours / 17 cm / EP / France / La Voix de son Maître / EMI (EGF 771)
- 1966 : The Stormsville Shakers : L'Amour Se Lisait Dans Ses Yeux (Phillip Goodhand Tait - Evy), 45 tours / 17 cm / EP / France / Odeon (MEO 148)
- 1967 : Sylvie Vartan : Due Minuti Di Felicità (Deux Minutes Trente Cinq De Bonheur) (Franck Thomas - Jean Renard - Jean-Michel Rivat - Evy), 45 tours / 17 cm / SP / Italie / RCA (45N 1525)
- 1967 : Tony Foundling : Due Minuti Di Felicità (Deux Minutes Trente Cinq De Bonheur) (Franck Thomas - Jacques Renard - Jean-Michel Rivat - Evy), 33 tours / 33 cm / LP / Italie / CJA Records (RN/LP 6001)
- 1968 : Susetta : Due Minuti Di Felicità (Deux Minutes Trente Cinq De Bonheur) (Franck Thomas - Jacques Renard - Jean-Michel Rivat - Evy), 45 tours / 17 cm / SP / Italie / Stereo 2000 (A-2 45-17)
- 1968 : Luciano Michelini : Giochi Proibiti (Jeux Interdits) (Narcisso Yepes - Evy), 33 tours / 30 cm / LP / Italie / Arc (SAS-21)
- 1976 : BOF Il Tempo Degli Assassini : Sammy Barbot : Season Of Assassins (Albert Verrecchia - Evy) / The Killers : Gang Leader (Albert Verrecchia - Evy), 45 tours / 17 cm / SP / Italie / CAM (AMP 165)
- 1978 : Kathleen Del Casino : La France C'Est L'Amour (Albert Verrecchia - Evy) / Dance Down (Albert Verrecchia - Robert Conrado - Evy) / Island of Emotion (Albert Verrecchia - Robert Conrado - Evy), 33 tours / 30 cm / LP / Italie / Derby (DBR 20065)
- 1978 : James Last : Miss Broadway (Albert Weyman - Evelyne Lenton), 33 tours / 30 cm / LP / France / Polydor (2371 871)
- 1978 : Bobby Solo : Una Lacrima Sul Viso (Bert Devitt - Evelyne Lenton - Lunero - Mogol) / Down My Spine (Albert Weyman - Evelyne Lenton) / For Pleasure (Albert Weyman - Evelyne Lenton) / Road To Memphis (Albert Weyman - Evelyne Lenton), 33 tours / 30 cm / LP / Italie / EMI (3C 054-18361)
- 1978 : The Hiltonaires : Bamalama (Albert Weyman - Evelyne Lenton), 33 tours / 30 cm / LP / Allemagne / Europa (111 541.3)
- 1978 : The Hiltonaires : Miss Broadway (Albert Weyman - Evelyne Lenton), 33 tours / 30 cm / LP / Allemagne / Europa (111 870.6)
- 1980 : Angie Bee : Bella Di Plastica (Albert Weyman - Danilo Ciotti - Douglas Meakin - Evelyne Lenton - Giancarlo Giomarelli), 45 tours / 17 cm / SP / Italie / EMI (3C 006-63606)
- 1983 : Zìna Ó : Someone Else (Albert Weyman - Evelyne Lenton), 45 tours / 17 cm / SP / Italie / Carrere (CRE A 3402)
- 1983 : Bobby Ox : Brazileira (Albert Weyman - Robert Conrado - Evelyne Lenton), Maxi-Single / 45 tours / France / Carrere (8242)
- 1983 : Jay Mac Donald : Enjoy Yourself (Albert Weyman - Robert Conrado - Evelyne Lenton), 45 tours / 17 cm / SP / Italie / Casablanca (811 301-7)
- 1987 : Pierre Sayah : Le Chat (La Chatte à La Voisine) (Albert Verrecchia - Robert Conrado - Evy), Maxi-Single / 45 tours / France / Flarenasch (722.930)
- 2007 : Glass Candy : Miss Broadway (Albert Weyman - Evelyne Lenton), 45 tours / 17 cm / SP / / USA / Italians Do It Better (TMU190)

### Evy productrice
- 2002 : Rising Sun Blues (House of the Rising Sun)